# Fiordo de Porsangen
El fiordo de Porsanger o Porsangerfjord (en noruego: Porsangerfjorden) es un fiordo del mar de Barents localizado en la parte septentrional de la península escandinava. Administrativamente, las riberas del fiordo están en los municipios de Nordkapp, Porsanger y Lebesby, pertenecientes al condado de Finnmark de Noruega. Tiene 123 km de largo, y es el cuarto fiordo de Noruega en longitud. Es uno de los cinco grandes fiordos de Finnmark, junto con los de Alta,   Lakse,   Varanger y Tana.
La ciudad de Lakselv se encuentra en la parte más interna del fiordo, así como las pequeñas localidades de Kistrand y Børselv.